# Chiloschiza clypealis
Chiloschiza clypealis är en skalbaggsart som beskrevs av Moser 1924. Chiloschiza clypealis ingår i släktet Chiloschiza och familjen Melolonthidae. Inga underarter finns listade i Catalogue of Life.